# Lijst van burgemeesters van Rumbeke
Dit is een lijst van burgemeesters van de voormalige Belgische gemeente Rumbeke. Deze gemeente fusioneerde in 1977 met de stad Roeselare.
| Naam                    | Data      | Mandaat   |
| ----------------------- | --------- | --------- |
| Ange Angillis           | 1776-1844 | 1819-1825 |
| François de Thiennes    |           | 1825-1830 |
| Ange Angillis           | 1776-1844 | 1836-1844 |
| Alexander Rodenbach     | 1786-1869 | 1844-1869 |
| Joseph Vandekerckhove   | -1903     | 1870-1903 |
| Henri de Limburg Stirum | 1864-1953 | 1904-1946 |
| Georges Verstraete      | -1956     | 1947-1956 |
| Jozef Vancoillie        | 1906-1973 | 1956-1971 |
| Marcel Delodder         | 1924-     | 1972-1976 |